# Filtre actiu

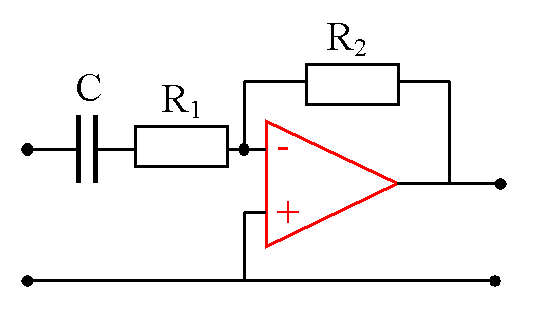
Un exemple de filtre actiu passa alt. L'amplificador operacional és l'element actiu del circuit (ressaltat en vermell).

Un filtre actiu és un filtre electrònic que utilitza un o més components actius que proporcionen una certa amplificació del senyal d'entrada, i que el diferencien dels filtres passius, que només utilitzen components passius. Normalment aquest element actiu és una vàlvula de buit, un transistor o un amplificador operacional.
Al principi, els filtres estaven fets únicament per elements passius, és a dir, resistències, condensadors i inductàncies. Però amb l'aparició de l'amplificador operacional apareixen els filtres actius, els quals poden prescindir d'inductàncies (millor 
resposta, aprofitament de l'energia, menor dissipació, mida i pes).
Un filtre actiu pot presentar un guany a tota o només a una part del senyal de sortida respecte al d'entrada. En la seva implementació es combinen elements actius i passius, amb freqüència amplificadors operacionals, que permeten obtenir ressonància i un factor Q elevat sense emprar bobines.
Entre d'altres, es poden implementar filtres passabaix, filtres passaalt, etc.
Alguns avantatge dels filtres actius respecte als passius són:
- Pes i espai reduït degut a la miniaturització i integració dels filtres.
- Com que tots els passos de la inclusió a l'integrat estan automatitzats, s'incrementa la fiabilitat.
- L'alta qualitat dels components millora el comportament.
- Es redueixen els efectes paràsits degut a la miniaturització.
- Es pot integrar en un mateix xip els filtres analògics i la circuiteria digital.
- Disseny i ajustaments més simples.
- Gamma de funcions de filtratge amb més aplicacions que els passius.
- Poden donar un guany, en contrast amb els filtres passius que normalment tenen pèrdues.